# Hova
Hova ist einer der beiden Hauptorte der schwedischen Gemeinde Gullspång (zusammen mit Gullspång). Der Ort liegt etwa 30 Kilometer nordöstlich der Stadt Mariestad an der Europastraße 20 und hat 1254 Einwohner (2015).
Nahe dem Ort fand 1275 eine Schlacht statt, in der König Valdemar Birgersson von seinem Bruder Magnus Ladulås mit Unterstützung dänischer Ritter besiegt wurde.
Aus diesem Anlass findet jährlich im Juli eine Ritterwoche in Hova statt, die eine Fremdenverkehrsattraktion geworden ist.
Nordöstlich von Hova liegen fünf Richterringe auf dem Gräberfeld von Lilla Hederna.

## Persönlichkeiten
- Stikkan Anderson (1931–1997), Komponist, Manager von ABBA
- Johan Bertilsson (* 1988), Fußballspieler